# تاریخ زبان دانمارکی
زبان دانمارکی در سده‌های میانه از زبان نورس باستان توسعه یافت، زبانی که زبان مادر سوئدی و دانمارکی است.دانمارکی ابتدایی گونه‌ای پایانی از نورس باستان بوده‌است.واژه‌شناس دانمارکی، یوهانس بروندوم-نیلسن تاریخ زبان دانمارکی را به دوره‌های گوناگون تقسیم کرده‌است، از ۸۰۰ پس از میلاد تا ۱۵۲۵ به عنوان «دانمارکی قدیمی» به‌شمار می‌رود که خود به قسمت‌های «دانمارکی رونی» (۸۰۰–۱۱۰۰)، دانمارکی میانه اولیه (۱۱۰۰–۱۳۵۰) و دانمارکی میانه (۱۳۵۰–۱۵۲۵) تقسیم شده‌است.

## دانمارکی رونی
زبان نورس باستان شرقی در سوئد به عنوان سوئدی رونی و در دانمارک به عنوان دانمارکی رونی شناخته می‌شد، هرچند که تا سده ۱۲ میلادی گویش‌ها در دو کشور یکسان بودند. این گویش‌ها به این علت رونی نامیده می‌شوند چون خط رونی را برای نوشتن به کار می‌بردند.برخلاف زبان نیانورس که با فوثارک قدیمی نوشته می‌شد، نورس باستان با فوثارک جوان که تنها ۱۶ حرف داشت نوشته می‌شد. 
از جمله تغییراتی که نورس غربی را از نورس شرقی جدا کرد تغییر واکه مرکب æi به واکه ساده e بود، مانند واژه stæin که تبدیل به sten شد. همچنین یک تغییر از au به ø نیز رخ داد، مانند dauðr که تبدیل به døðr شد. این تغییرات در سنگ‌نوشته‌های رونی قابل مشاهده است که در آن tauþr تبدیل به tuþr شده‌است. تغییرات دیگری، مانند واکه مرکب øy (در نورس باستان غربی به عنوان ey) به ø تغییر یافت.

## دانمارکی میانه
از سال ۱۱۰۰ میلادی، گویش دانمارک آغاز به تغییر از گویش سوئد کرد.نوآوری‌هایی در زبان دانمارکی به وجود آمد که در یک مرز همگویی که از شیلند تا سویالاند طول داشت گسترش یافت. در دوران میانه دانمارکی از سوئدی یک زبان جدا شد. زبان نوشتاری رسمی لاتین بود و چند نوشته دانمارکی که از این دوران باقی مانده‌اند به خط لاتین هستند هرچند که به نظر می‌رسد در چند منطقه خط رونی همچنان مورد استفاده بوده است. گونه نوشتارهای باقی مانده از این دوران قانون هستند که به زبان بومی دانمارکی نوشته شده بودند تا کسانی که لاتین بلد نبودند نیز متوجه بشوند.قانون یوتلاندی و قانون اسکونه در ابتدای سده ۱۳ میلادی به دانمارکی بومی نوشته شده بودند.از سال ۱۳۵۰ به بعد، دانمارکی زبان امور اداره شده و انواع نوشتارهای گوناگون به دانمارکی نوشته شدند، مانند نامه‌های سلطنتی و وصیت‌نامه‌ها. در این دوران دانمارکی یک دستور خط و املای معیار نداشت و تفاوت‌های گویشی را می‌توان در مناطقی که قانون‌ها نوشته شده بودند ملاحظه کرد. در این دوران دانمارکی با زبان آلمانی سفلی در ارتباط بود و وام‌واژه‌های زیادی از این زبان وارد دانمارکی شدند.

## رنسانس و اصلاحات پروتستانی
با آمدن اصلاحات پروتستانی در سال ۱۵۳۶، دانمارکی زبان دینی شد که منجر به موجی از استفاده از دانمارکی در ادبیات شد. همچنین در این دوران، دانمارکی ویژگی‌های زبانی نوینی را پذیرفت که آن را از سوئدی و نروژی جدا کرد، مانند استود، صداگذاری همخوان‌های متوقف و ضعیف کردن بسیاری از واکه‌های نجر به حرف /e/.
نخستین کتاب چاپ‌شده به زبان دانمارکی به سال ۱۴۹۵ بر می‌گردد، به نام Rimkrøniken به معنای «گاهنامه قافیه‌ای» که یک کتاب تاریخی است که به شکل ابیات قافیه‌دار است. نخستین ترجمه کامل انجیل به دانمارکی، انجیل کریستیان دوم بود که در سال ۱۵۵۰ توسط کریسترن پدرسن منتشر شد. روش نویسندگی پرسن به صورت دفاکتو نویسندگی معیار دانمارکی قرار گرفت.